# Kanton Chéroy
Kanton Chéroy is een voormalig kanton van het Franse departement Yonne. Kanton Chéroy maakte deel uit van het arrondissement Sens. Het werd opgeheven als gevolg van de administratieve herindeling beslist in 2013 en van kracht sinds 22 maart 2015. Alle gemeenten werden opgenomen in het nieuw gevormde Kanton Gâtinais en Bourgogne.

## Gemeenten
Het kanton omvatte de volgende gemeenten:
- La Belliole
- Brannay
- Chéroy (hoofdplaats)
- Courtoin
- Dollot
- Domats
- Fouchères
- Jouy
- Montacher-Villegardin
- Saint-Valérien
- Savigny-sur-Clairis
- Vallery
- Vernoy
- Villebougis
- Villeneuve-la-Dondagre
- Villeroy